# Onufriivka (huyện)
Huyện Onufriivka (tiếng Ukraina: Онуфріївський район, chuyển tự: Onufriivkas’kyi raion) là một huyện của tỉnh Kirovohrad thuộc Ukraina. Huyện Onufriivka có diện tích 889 kilômét vuông, dân số theo điều tra dân số ngày 5 tháng 12 năm 2001 là 21847 người với mật độ 25 người/km2. Trung tâm huyện nằm ở Onufriivka.